# Andrej Lukošík
Andrej Lukošík   (Levoča, 5 d'octubre de 1947) fou un jugador d'handbol txecoslovac que va competir durant les dècades de 1960 i 1970.
El 1972 va prendre part en els Jocs Olímpics de Múnic, on guanyà la medalla de plata en la competició d'handbol. El 1973 va ser declarat millor jugador d'handbol eslovac.